# Eucalyptus melanoleuca
Eucalyptus melanoleuca ist eine Pflanzenart innerhalb der Familie der Myrtengewächse (Myrtaceae). Sie kommt im Südosten von Queensland vor und wird dort „Yarraman Ironbark“ genannt.

## Beschreibung

### Erscheinungsbild und Blatt
Eucalyptus melanoleuca wächst als immergrüner Baum bis zu 30 Meter hoch. Die Borke verbleibt am Stamm und den größeren Ästen, manchmal auch an den kleineren Ästen, und ist grau oder grau-schwarz. Öldrüsen gibt es sowohl im Mark als auch in der Borke.
Bei Eucalyptus melanoleuca liegt Heterophyllie vor. Die Laubblätter sind stets in Blattstiel und Blattspreite gegliedert. Der Blattstiel ist schmal abgeflacht oder kanalförmig. An mittelalten Exemplaren ist die Blattspreite lanzettlich bis eiförmig, gerade, ganzrandig und matt grau-grün. Die matt grünen Blattspreiten an erwachsenen Exemplaren sind lanzettlich, relativ dünn, sichelförmig gebogen, verjüngen sich zur Spreitenbasis hin und besitzen ein zugespitztes oberes Ende. Die Ober- und Unterseiten können gleich- oder verschiedenfarbig sein. Die kaum erkennbaren Seitennerven gehen in einem spitzen Winkel vom Mittelnerv ab. Die Keimblätter (Kotyledone) sind verkehrt-nierenförmig.

### Blütenstand und Blüte
Endständig an einem im Querschnitt stielrunden Blütenstandsschaft stehen in zusammengesetzten Gesamtblütenständen etwa drei- oder siebenblütige Teilblütenstände. Die Blütenknospen sind eiförmig und nicht blaugrün bemehlt oder bereift. Die Kelchblätter bilden eine Calyptra, die früh abfällt. Die glatte Calyptra ist konisch, so lang wie der gerippte Blütenbecher (Hypanthium) und schmaler als dieser. Die Blüten sind weiß oder cremeweiß.

### Frucht
Die Frucht ist eiförmig. Der Diskus ist eingedrückt oder flach, die Fruchtfächer sind eingeschlossen.

## Vorkommen
Das natürliche Verbreitungsgebiet von Eucalyptus melanoleuca ist die Great Dividing Range im Südosten von Queensland, vom Hinterland der Gold Coast bis etwa nach Rockhampton.

## Taxonomie
Die Erstbeschreibung von Eucalyptus melanoleuca erfolgte 1977 durch Stanley Thatcher Blake unter dem Titel Four new species of Eucalyptus in Austrobaileya, Volume 1 (1), S. 6. Das Typusmaterial weist die Beschriftung „6-7 miles N of Yarraman, Jul 1952, Blake 18975 (BRI, holo; CANB, NSW. FRI, K, iso)“ auf.